# アメリカ陸軍犯罪捜査局
アメリカ陸軍犯罪捜査局 (アメリカりくぐんはんざいそうさきょく、United States Army Criminal Investigation Division：CID) は、アメリカ陸軍の主要な連邦法執行機関である。
その主な機能は、アメリカ陸軍内の重犯罪と、軍法および合衆国法典の重大な違反行為を調査することである。CIDは捜査の自治権を持った独立した法執行機関であり、CIDの特別捜査官は軍人か民間人かを問わず、独自の指揮系統を通して陸軍長官直属のCID長官に報告を行う。海軍犯罪捜査局(NCIS)や空軍特別捜査局(OSI)とは異なり、CIDは防諜を任務に含まない。

## 概要
CIDは個人を告発することはない。その代わりCIDは申し立てを調査し、処分及び裁定のため、その調査結果を然るべき部隊の司令部に引き渡す。CIDは、統一軍事裁判法に基づく犯罪を犯したと疑われる軍人と、刑法に基づく国防総省に関する犯罪を犯したと疑われる人物に対し、それを信じるに足る正当な理由がある場合、文民と同様に権限を行使する。CIDの特別捜査官は軍人（下士官または准尉）であることもあれば、宣誓した文民であることもある。
アメリカ陸軍内で、CIDはスパイ活動、反逆、国際テロリズムなどの国家安全保障に関わる犯罪を除き、すべての重大犯罪の捜査を独占的に管轄している。これらの国家安全保障に関わる犯罪の捜査権はアメリカ陸軍防諜部(ACI)にあるが、特定の状況（最も一般的なのはテロ捜査）によっては、合同捜査や並行捜査が行われることもある。
CIDは1971年にアメリカ陸軍の主要司令部として設立され、バージニア州のクワンティコ海兵隊基地に本部を置いている。世界中に3,000人弱の職員がおり、そのうち約900人が特別捜査官である。
CIDは、第一次世界大戦中に憲兵隊内に結成された犯罪捜査部を起源とする。2021年の改革以降、陸軍犯罪捜査局への改称が正式に決定された。

## 沿革
第一次世界大戦中、ジョン・パーシング将軍はフランスに駐留するアメリカ外征軍の犯罪を防止・摘発するため、憲兵隊内に別組織を創設するよう命じた。新設された犯罪捜査部は、犯罪捜査に関するあらゆる事柄について、憲兵隊総司令官の補佐を務める部長によって率いられた。しかし、犯罪捜査部の運営管理は依然として各憲兵隊長に委ねられており、陸軍内の捜査活動を一元的に管理することは出来ず、捜査能力に限界があった。終戦後、アメリカ陸軍が縮小されるのに伴い、犯罪捜査部の規模も劇的に縮小した。
1941年12月にアメリカが第二次世界大戦に参戦すると、陸軍は再び数百万人規模の組織となり、自浄作用のある法執行組織の必要性が再認識された。しかし1942年初頭までは、軍人が犯した犯罪の捜査は、部隊の憲兵隊員が行うべき「指揮機能」であるとされていた。憲兵隊総司令部は、犯罪捜査部の職員が捜査について適切な訓練を受けていないと感じており、当時行われていた唯一の捜査は、防衛産業への就職が予測されている個人の身元調査であった。陸軍が拡大するにつれて犯罪率は上昇したが、現地の司令官には捜査を行う十分な人員も資源もなかった。1943年12月までに、憲兵隊総司令官はすべての犯罪捜査の監督を担当することになり、1ヶ月後の1944年1月には憲兵隊総司令部のもとに犯罪捜査部が再設置された。この組織は犯罪捜査を監督し、司令部間の捜査を調整し、捜査の計画と方針を指示し、捜査官の基準を定めた。
戦後、犯罪捜査部は再び分権化され、1950年代には地域司令部、1960年代には施設レベルにまで犯罪捜査の指揮権が移行された。1964年に国防総省が行った"Project Security Shield"と題する研究は、より効果的かつ世界的な捜査能力を生み出すためには、犯罪捜査活動の完全な集中化が必要であることを明らかにした。1965年以降、犯罪捜査部門は地理的地域に対応するグループに再編された。1966年にはヨーロッパと極東の全部隊にこのシステムが導入されたが、この配置では全ての問題を完全に解決することは出来ず、1969年に全世界の犯罪捜査活動を監督する陸軍犯罪捜査局が設立された。
この機関には指揮権がなかったため、1971年3月、メルヴィン・レアード国防長官は、陸軍全体の犯罪捜査に関する指揮統制権をもつCID司令部を設置するよう陸軍長官に指示した。1971年9月17日、アメリカ陸軍犯罪捜査司令部は陸軍の主要司令部として設立され、全世界の犯罪捜査活動および資源の指揮権を与えられた。
2020年、フォート・フッドで発生したヴァネッサ・ギレン殺人事件は、CIDの能力、経験、人員に関する懸念をもたらした。フォート・フッド独立審査委員会(FHIRC)は、事件を担当したフォート・フッドのCID捜査官が初期訓練を終えたばかりの若手捜査官だったため、チェックリストに囚われていたとする調査結果を公表した。CID捜査官の大半は初期訓練後、国防総省高官の警護業務に配属され、犯罪捜査に関する必須技能を身に着けないままCIDの中間管理職となっていた。憲兵隊総司令部はFHIRCの報告書をCID改革の指針としている。陸軍の高級幹部は組織の改革を求め、CIDの権限は陸軍次官直属の文民の局長に移行された。
創設50周年に当たる2021年9月17日、海軍犯罪捜査局で副局長を務めていたグレゴリー・D・フォード特別捜査官が、民間人として初めて局長に就任した。さらに、犯罪捜査司令部が犯罪捜査局に改称されることも発表された。

## フォート・フッド・レポート
フォート・フッド独立審査委員会による報告は、フォート・フッドの風土が性的暴行やセクシャルハラスメントを容認している一方で、この問題に対処するための陸軍全体の取り組みに構造的な欠陥があると指摘した。この報告書は、フォート・フッドに限らず、陸軍全体で行われているセクハラ・性的暴行防止プログラム(SHARP)に対する痛烈な批判となっている。
フォート・フッド・レポートを受け、2021年にCIDの歴史的な再編成が発表された。その結果、文民の局長が任命され、CIDは憲兵隊の指揮系統から切り離された。また、専門的な捜査訓練を受けた資格のある軍人がCIDに配属され、警護任務は軽減された。
この報告書は、フォート・フッドでの複雑な犯罪を検証するべき陸軍の捜査官が、経験不足、過重労働、人員不足のために軍人とその家族を守ることが出来なかったと指摘している。

## 選抜と訓練
CIDは2022年現在、軍からの応募を受け付けていない。採用は連邦公務員を通してのみで、求人はUSAJOBSから行われている。過去の例では、軍の特別捜査官候補者は陸軍、若しくは陸軍予備役部隊に所属していなければならなかった。さらにアメリカ国民であり、21歳以上で、最低でも特技兵以上、二等軍曹の階級に12ヶ月未満の期間あり、基本リーダーコース(BLC)を卒業した下士官兵である必要があった。候補者は、2年以上12年以下の兵役経験、1年以上の憲兵経験、または2年以上の民間法執行機関での経験を持ち、60単位以上大学での単位を取得していなければならない。その他、信用調査、身体的制限がなく、世界中に派遣できること、正常な色覚を持つこと、トップシークレット・クリアランスを取得できること、運転免許証を持つこと、精神障害の既往歴がないことなどが条件となる。（ただし、これらに限定されない）条件によっては免除されることもある。
准尉の階級を得るには、候補者は少なくとも軍曹(E-5)であり、特別捜査官として勤務しており、CIDで2年間の捜査経験があり、トップシークレット・クリアランスと学士号（免除可能）を持っていなければならない。候補者はまた、リーダーシップ、管理能力、優れたコミュニケーションスキルを示さなくてはならない。
CIDは現在、特別捜査官として将校を雇用していない。捜査は現場の特別捜査官によって行われ、通常はより上位の特別捜査官によって監督される。フォート・フッド・レポートによる2021年の改革の後、CIDは現場の指導的役割を憲兵ではなく捜査官が担うため、将校が捜査官になるためのプログラムを実施し始めた。
文民の特別捜査官は、1811特別捜査官であり、宣誓した連邦公務員である。彼らは統一軍事裁判法違反を取り締まる軍事的権限と、アメリカ国内のあらゆる連邦法違反を取り締まる連邦法上の権限（合衆国法典第10編第7377条）の両方を有している。フォート・フッド・レポートの後の改革後、CIDは文民の特別捜査官を増やし始めた。これはCIDの捜査経験を増やし、司令部が地域及びそこの法執行機関とより良いパートナーシップを築くことを支援することを目的としている。軍の特別捜査官は数年間の勤務後に異なるポストに異動することができ、異なる法執行機関間の専門的な接触は全て遮断される。
すべての新しいCID捜査官は現在、ジョージア州グリンコにある連邦法執行訓練センター(FLETC)で訓練を受けている。最初に他の政府機関の1811捜査官とともに犯罪捜査官トレーニングプログラム(CITP)に参加し、その後CIDの方針と手順に慣れるため、2ヶ月間のCID固有の訓練を行う。軍の特別捜査官候補者はまず、フォート・レオナード・ウッドの陸軍軍事警察学校(USAMPS)で訓練を受け、そこでCID特別捜査官見習コースを受講する。その後、捜査官はUSAMPSに戻り、上級犯罪捜査、性的暴行捜査、児童虐待防止と捜査、護衛任務訓練、その他専門的な科目の訓練を受講することが出来る。

## 任務

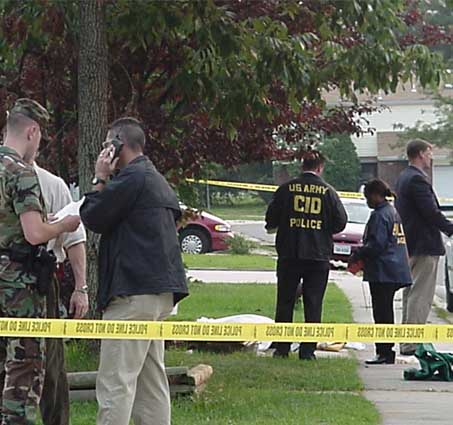
犯罪現場でのCID職員

CIDの主の任務は、同組織のウェブサイトによれば以下の通りである。
- 重大犯罪（殺人、レイプ、誘拐、児童虐待、麻薬密売、武器密輸など）の捜査
- 慎重かつ真剣な捜査の実施
- 犯罪情報の収集、分析、普及
- 保護サービスの実施
- 法医学研究所の支援
- 陸軍の犯罪記録の管理

さらに、CIDは以下のような特殊任務も遂行する。
- 製造業者から戦場の兵士に至るまでの兵站の警備
- 戦場での破壊活動に対抗するための犯罪情報の発展
- 戦争犯罪や、場合によっては多国籍軍や軍が駐留する国の要員に対する犯罪の捜査
- 戦場内外の要人に対する警護任務

## 制服
CID特別捜査官は、公式の軍事訓練以外では制服を着用しない。公式写真や特定の任務では、それぞれの階級に属する他の兵士の制服、階級章、記章を着用する。肩章のデザインは、中央の星と緯線経線が地球を示し、鏃とともにコンパスの点を示し、司令部の担う、全世界のアメリカ陸軍の犯罪捜査を一元的に管理し、統制するという世界的な任務を象徴している。CIDを示す色は赤、青、白である。CIDの特徴的な部隊章は、中央の星が集中的な指揮を象徴し、格子状の線は地球の緯線経線を示し、CIDの世界規模の活動を暗示している。この格子線はまた、様式化された蜘蛛の巣も示しており、8つの側面が司令部が元々管轄していた8つの地理的領域を表している。逮捕の象徴でもある蜘蛛の巣は、犯罪捜査の科学的手法を暗示している。外側に配置された金色の星は、広範囲に及ぶ権限と、金色の示す「達成」を象徴している。
CID特別捜査官は通常、日々の捜査に相応しい様々な私服を着用している。その任務の性質上、潜入任務においてはその任務の要件を満たすために、服装の更なるバリエーションが求められる。
戦場に派遣される場合や、その他の特殊な状況下において、CID特別捜査官はACU（戦闘服）を着用し、CIDの腕章を着用する。

## 装備
CID特別捜査官にはM18として制式採用されたSIG SAUER P320が支給される。以前はM11として制式採用されたSIG SAUER P228が支給されていた。また、M4カービンやM4をショートバレル化したMk18が、保護任務や取締に関連する任務での携行用として支給されている。

## 司令官
以下は元CID司令官と現行のCID局長のリストである。
| 代                       | 写真 | 氏名                            | 在任期間                           |
| ------------------------ | ---- | ------------------------------- | ---------------------------------- |
| 陸軍犯罪捜査司令部司令官 |      |                                 |                                    |
| 1                        |      | ヘンリー・H・タフツ大佐         | 1971年9月 – 1974年8月 (2年11か月 ) |
| 陸軍犯罪捜査司令部長官   |      |                                 |                                    |
| 2                        | N/A  | アルバート・R・エスコーラ少将   | 1974年8月 – 1975年9月 (1年1か月 )  |
| 3                        | N/A  | ポール・M・ティマーバーグ少将   | 1975年9月 – 1983年9月 (8年0か月 )  |
| 4                        | N/A  | ユージン・R・クロマティ少将     | 1983年9月 – 1990年4月 (6年7か月 )  |
| 5                        | N/A  | ピーター・T・ベリー少将         | 1990年7月 – 1995年6月 (4年11か月 ) |
| 6                        | N/A  | ダニエル・A・ドハーティ准将     | 1995年7月 – 1998年9月 (3年2か月 )  |
| 7                        | N/A  | デイビッド・フォーリィ准将      | 1998年9月 – 2001年6月 (2年9か月 )  |
| 8                        |      | ドナルド・J・ライダー少将       | 2001年6月 – 2006年7月 (5年1か月 )  |
| 9                        |      | ロドニー・L・ジョンソン少将     | 2006年7月 – 2010年1月 (3年6か月 )  |
| 10                       |      | コリーン・L・マクガイア少将     | 2010年1月 – 20119月 (1年8か月 )    |
| 11                       |      | デイビッド・E・クアントック少将 | 2011年9月 –2014年9月 (3年0か月 )   |
| 12                       |      | マーク・S・インチ少将           | 2014年9月 – 2017年5月 (2年8か月 )  |
| 13                       |      | デイビッド・P・グラサー少将     | 2017年5月 – 2019年5月 (2年1か月 )  |
| 14                       |      | ケビン・ヴァレン少将            | 2019年6月 – 2020年7月 (1年0か月 )  |
| 15                       |      | ドンナ・W・マーティン少将       | 2020年7月 – 2021年8月 (1年0か月 )  |
| 16                       |      | ドゥアン・R・ミラー准将         | 2021年8月 – 2021年9月 (年0か月 )   |
| 陸軍犯罪捜査局局長       |      |                                 |                                    |
| 17                       |      | グレゴリー・D・フォード         | 2021年9月 – 現在 (3年9か月 )       |

## 記章

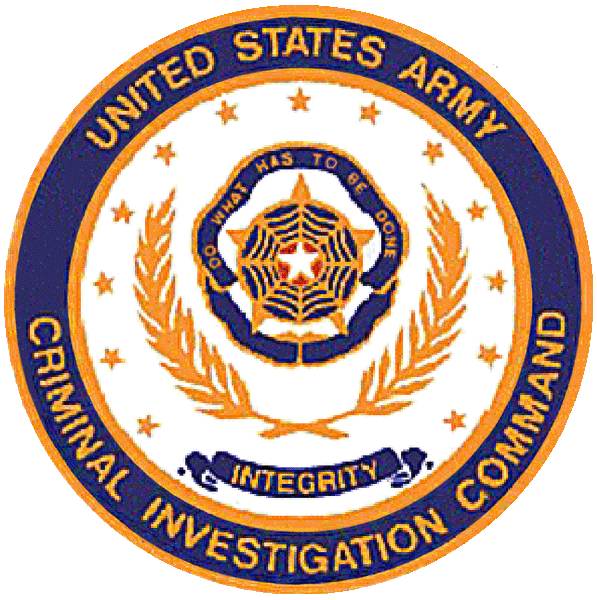
旧犯罪捜査司令部の紋章
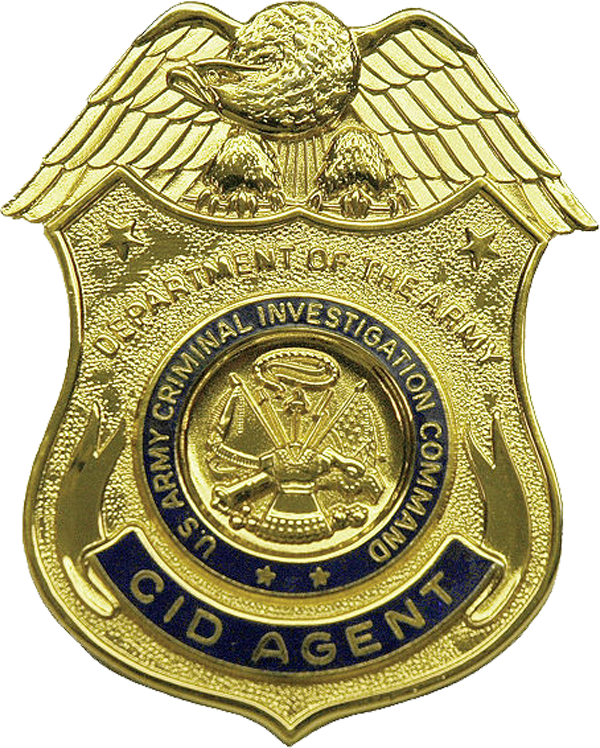
旧犯罪捜査部捜査官バッジ
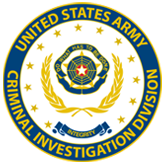
犯罪捜査局紋章
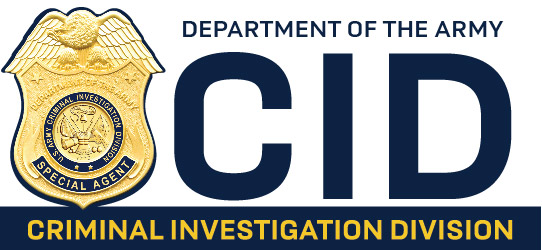
犯罪捜査局ロゴ
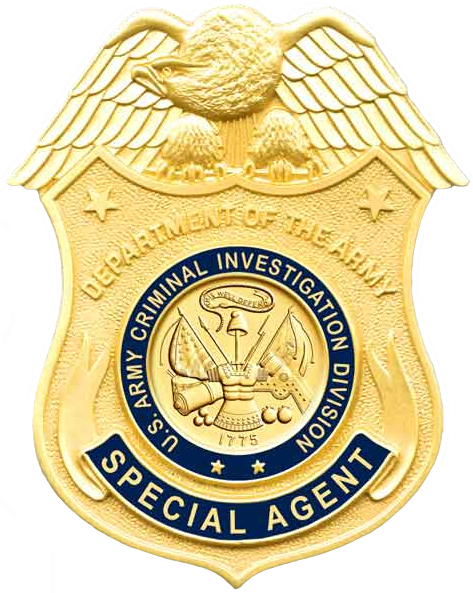
犯罪捜査局捜査官バッジ

## CIDが登場する作品

### 小説
『ジャック・リーチャー』シリーズ
リー・チャイルドの推理小説
『将軍の娘』
ネルソン・デミルのサスペンス小説
『The Deserter』
ネルソン・デミルの小説

### アニメ
『G.I.ジョー』
アメリカの人気玩具を題材にしたアニメ

### TVドラマ
『NCIS 〜ネイビー犯罪捜査班』シリーズ
CBSで放送されていたテレビドラマ
『ザ・ユニット 米軍極秘部隊』シリーズ
CBSで放送されていたテレビドラマ

### 映画
『閉ざされた森』
ジョン・マクティアナン監督によるサスペンス映画
『サイゴン』
クリストファー・クロウ監督による映画